# Vegetabilgerbung

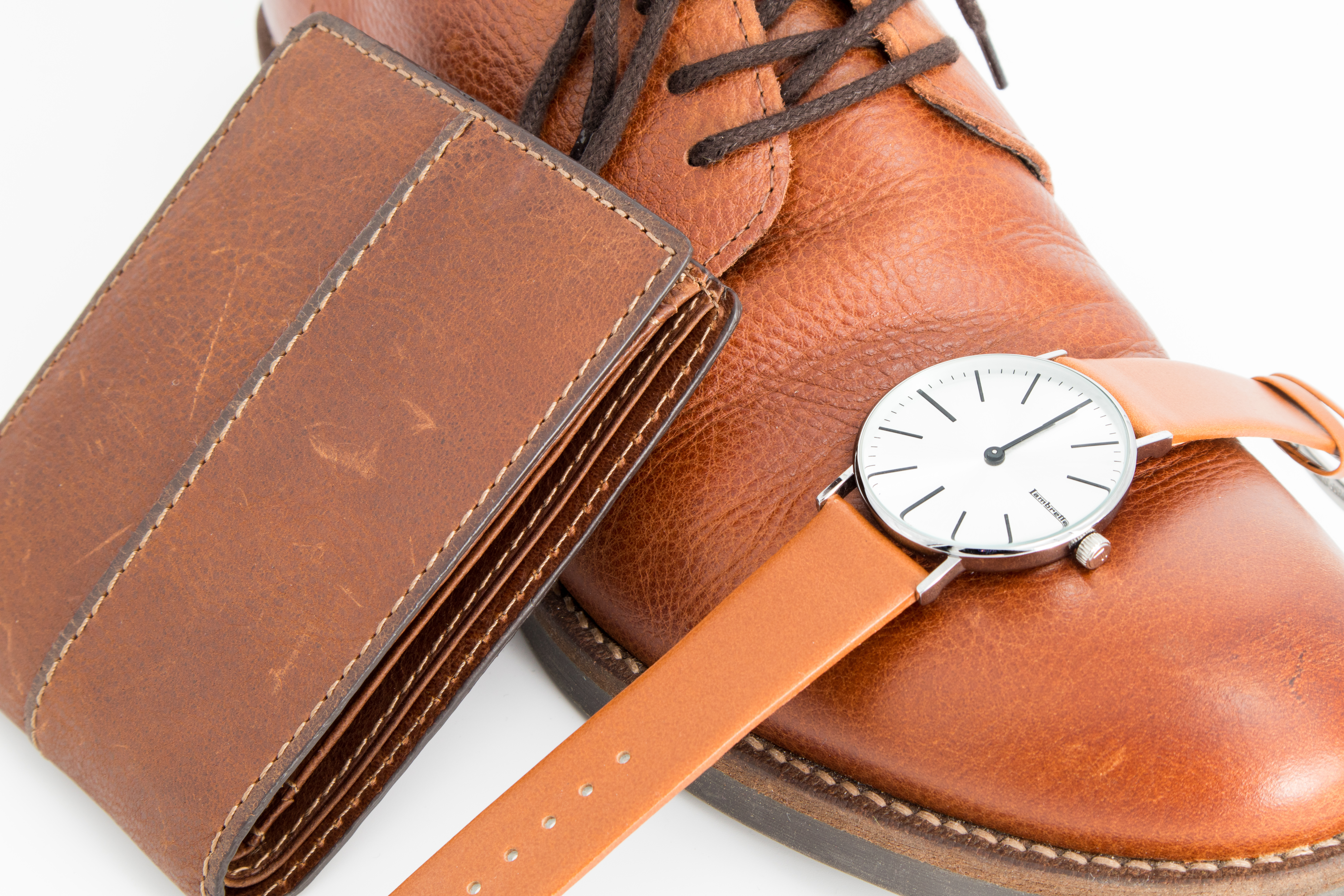
Vegetabil gegerbtes ungefärbtes Leder mit charakteristischer rotbrauner Farbe

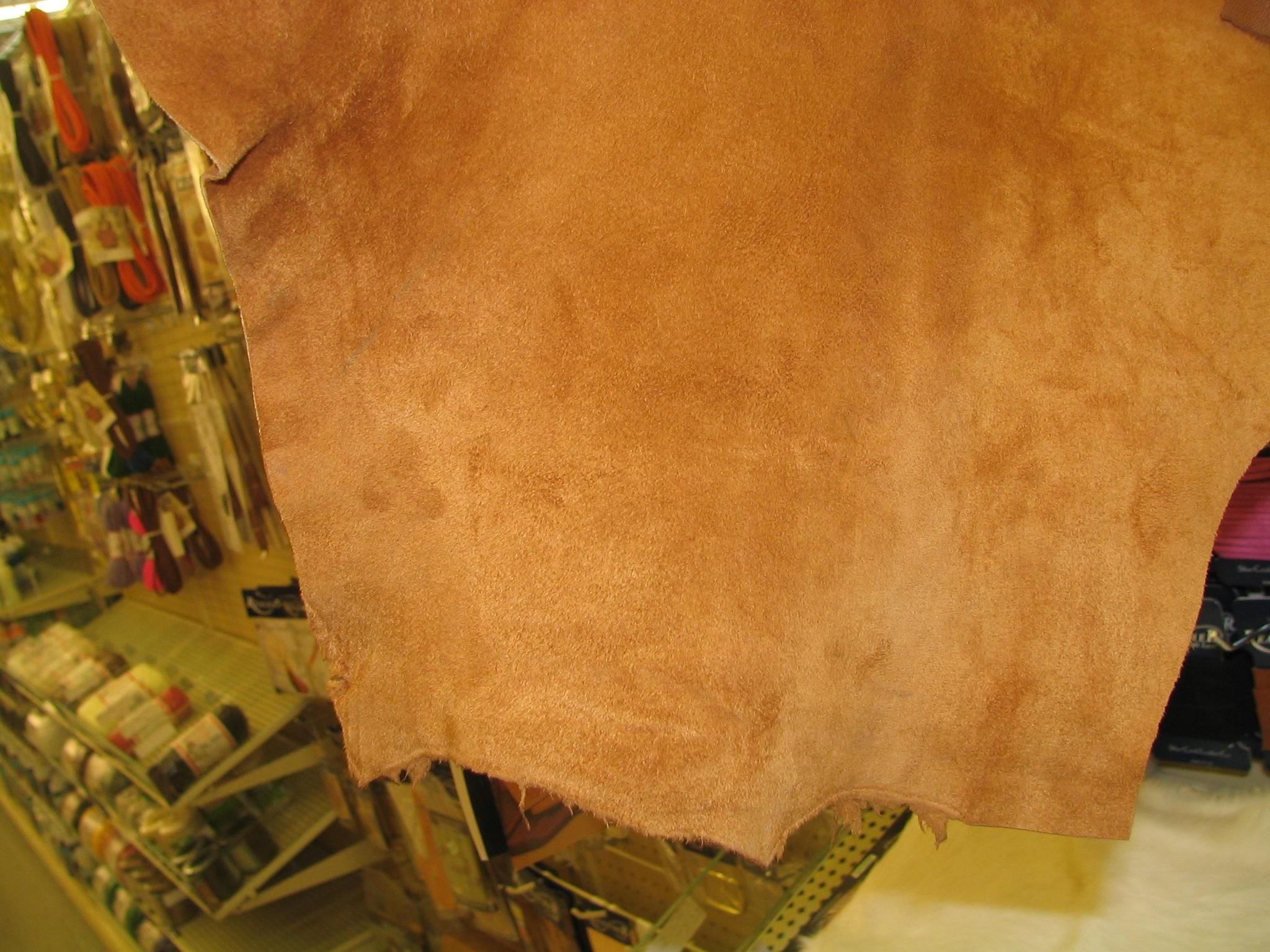
Vegetabil gegerbtes ungefärbtes Rauleder

Die Vegetabilgerbung (auch pflanzliche Gerbung, Pflanzengerbung, Lohgerbung, Altgerbung, Rotgerbung) bezeichnet die Gerbung von Häuten mit pflanzlichen Tanninen, wodurch pflanzlich gegerbtes Leder entsteht. Die Vegetabilgerbung ist die am zweithäufigsten verwendete Gerbung und macht etwa 10–15 % der jährlichen Lederproduktion aus.

## Eigenschaften

Tanninsäure aus der Gruppe der hydrolysierbaren Tannine

Vegetabil gegerbtes Leder besitzt eine braune bis rötlich-braune Farbe und ist aufgrund des Gerbstoffanteils von bis zu 30 % um einiges schwerer und fester als andere Leder. Die Molmassen der verwendeten pflanzlichen Gerbstoffe liegen zwischen 500 und 3000 g/Mol. Niedrigere Molmassen von Tanninen weisen eine schwächere Gerbwirkung auf, höhere eine zu geringe Diffusion in die innere Schicht der Haut. Die Polyphenole unter 500 g/Mol sind zu wasserlöslich für eine Gerbung. Dennoch sind sie wichtig für die Solubilisierung der Gerbstoffe, da die größeren und schwereren Polyphenole relativ hydrophob sind und wenig wasserlöslich. Die Bindung der Gerbstoffe an die Kollagenfasern der Haut erfolgt über hydrophobe Wechselwirkungen sowie über Wasserstoffbrückenbindungen mit den Carbonylgruppen des Peptid-Rückgrats des Kollagens und ist daher überwiegend reversibel unter denaturierenden Bedingungen und hohen Temperaturen.

## Gerbstoffe
Zwei Arten von Tanninen werden zur Vegetabilgerbung verwendet: die Pyrogallolgerbstoffe (Gallotannine und Ellagitannine) und die kondensierten Pyrocatechingerbstoffe. Beide gehören zu den Polyphenolen. Die Reaktivität von Tanninen äußert sich in einer Adstringenz. Die Adstringenz kann durch Fällung einer Gelatinelösung gemessen werden.
Die Pyrogallolgerbstoffe sind durch mindestens eine Esterbindung hydrolysierbar. Unter den Pyrogallolgerbstoffen sind die Gallotannine adstringenter als Ellagitannine. Die hydrolysierbaren Tannine erzeugen im Leder eine erhöhte Schrumpfungstemperatur beim Erhitzen in Wasser von 68 – 80 °C, die kondensierten noch weiter bis 85 °C. Eine höhere Stabilität gegen heißes Wasser wird als Maß für die Gerbungswirkung verwendet. Die Gerbungswirkung der hydrolysierbaren Tannine basiert ausschließlich auf Wasserstoffbrückenbindungen und ist durch Chaotrope oder manche organischen Lösungsmittel reversibel, während bei kondensierten Tanninen nur 90 – 95 % entfernbar sind, da teilweise eine kovalente Bindung mit der ε-Aminogruppe der Aminosäure Lysin im Kollagen entsteht. Die hydrolysierbaren Tannine sind lichtechter als die kondensierten Tannine, welche durch die räumliche Nähe der Benzolringe zur oxidativen Kupplung der aromatischen Gruppen und somit zur Rotfärbung neigen. Die hydrolysierbaren Tannine weisen nach Hydrolyse Carboxygruppen auf, die den pH-Wert des Leders puffern und weniger anfällig für Änderungen pH-Werts machen (wie Roter Zerfall), weshalb sie für Archivierungszwecke bevorzugt werden. Tannine sind inkompatibel mit nichtionischen Tensiden, da sie an deren Ethoxygruppen binden und unlösliche Komplexe bilden, die aus der Gerblösung ausfallen.

## Gerbstoffextrakte
In Europa werden neben Fichten- und Eichenrinde auch andere Quellen für Tannine verwendet, wie Kastanienrinde (vor allem Castanea dentata und Castanea vesca), Galläpfel, Pflanzengallen, Olivenbaumblätter, Rhabarberwurzel, Weidenrinde und Birkenrinde. In anderen Regionen werden auch Myrtenblättriger Gerberstrauch, Notholithocarpus densiflorus (englisch tanoak ‚Gerbeiche‘), Akazien (Gerberakazie), Hemlocktannen, Quebracho, Gambir, Valonia, Myrobalan, Divi-Divi-Baum, Tarafrüchte (Tara spinosa) und Sumachgewächse (Gerber-Sumach) verwendet, seltener auch Malletrinde, Urundaya, Algarobilla und Tizeraholz (Rhus pentaphylla).
| Pflanze        | Tanninquelle | Tannintyp      | Polyphenole 500 – 3000 g/mol | Polyphenole < 500 g/mol | Gerbstoff              |
| -------------- | ------------ | -------------- | ---------------------------- | ----------------------- | ---------------------- |
| Kastanien      | Holz         | hydrolysierbar | 5–15 %                       | 1–2 %                   | Castalagin, Vescalagin |
| Myrobalan      | Nüsse        | hydrolysierbar | 25–48 %                      | 14–17 %                 | Chebulinsäure          |
| Sumachgewächse | Blätter      | hydrolysierbar | 22–35 %                      | 14–15 %                 |                        |
| Eichen         | Holz         | hydrolysierbar | 4–10 %                       | 1–2 %                   |                        |
| Eichen         | Rinde        | kondensiert    | 6–17 %                       | 5–6 %                   |                        |
| Quebracho      | Holz         | kondensiert    | 14–26 %                      | 1–2 %                   |                        |
| Mimose         | Rinde        | kondensiert    | 22–48 %                      | 7–8 %                   |                        |
| Mangrove       | Rinde        | kondensiert    | 16–50 %                      | 9–15 %                  |                        |

Die Gerbstoffextrakte werden durch dreitägige wässrige Extraktion der gemahlenen Gerbstoffpflanzenteile erzeugt. Die Effizienz der Extraktion steigt stark an, wenn die Lösung auf einen pH-Wert von 9 eingestellt wird und in Kontakt mit Luftsauerstoff steht. Der Extrakt wird filtriert oder sedimentiert, um größere Partikel zu entfernen. In der ersten Hälfte des 20. Jahrhunderts wurde auch eine Fällung der Partikel durch Zugabe von Albumin aus Blut verwendet, welches die Partikel fällte, aber auch einen Teil der Gerbstoffe. Die verlorengegangenen Gerbstoffe wurden teilweise durch Auspressen des Niederschlags zurückgewonnen. Gelegentlich wurde der Extrakt durch Zugabe reduzierender Bleichmittel aufgehellt, wie Schweflige Säure oder Natriumbisulfit. Da der Extrakt nicht vor der Gerbung erhitzt werden sollte, wurden vakuumbasierte Verfahren zur Konzentrierung des Extrakts bzw. zur Entfernung von Wasser verwendet.

## Ablauf

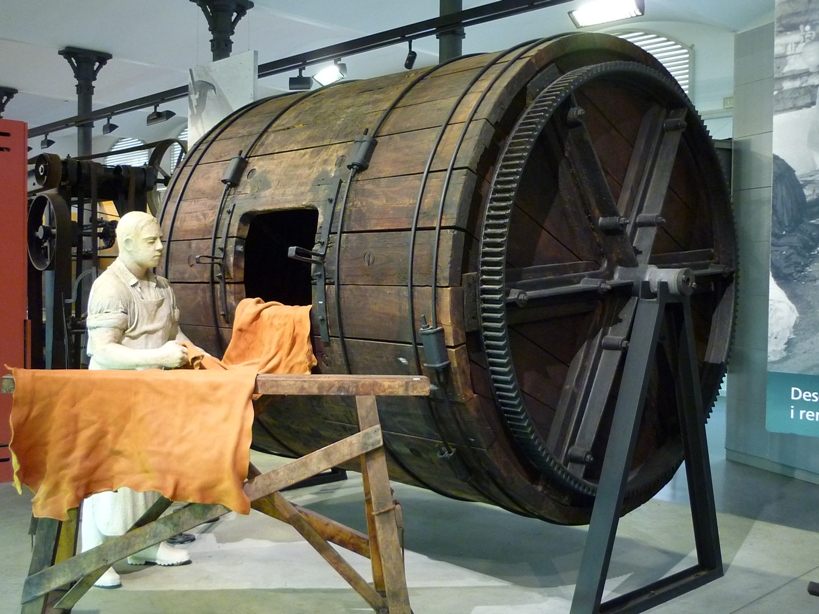
Fassgerbung mit pflanzlich gegerbtem Leder

Zuerst werden die Häute mit Säuren auf einen pH-Wert von 2,5 gebracht, um sie durchlässiger zu machen, z. B. 20 g/Liter Essigsäure und 100 g/Liter Natriumchlorid für eine Woche in langsam rotierenden Fässern. Die Reaktivität kann über zwei Wege gesteigert werden. Zum einen nimmt sie zu, wenn der pH-Wert von 2,5 auf 3,5 – 4,5 angehoben wird. Zum anderen können die Tannine (vor allem die weniger wasserlöslichen kondensierten Tannine) zuvor durch Behandlung mit Natriumbisulfit sulfonyliert werden, wodurch die Wasserlöslichkeit zunimmt. Wenn die Diffusion groß ist (bei niedriger Gerbstoffkonzentration oder bei kleinen Gerbstoffmolekülen), sinkt die Reaktionsrate, was in guter Durchdringung, aber langsamer oder schlechter Fixierung des Gerbstoffs im Leder resultiert. Und wenn die Reaktionsrate groß ist (bei hoher Gerbstoffkonzentration oder größeren Gerbstoffmolekülen), sinkt die Durchlässigkeit der äußeren Schicht durch Füllung der äußeren Zwischenräume mit Gerbstoff, was in einer geringen Durchdringung und verminderter Gerbung der inneren Schicht des Leders resultiert.
Heutzutage werden Häute in der Grubengerbung mit vier oder mehr Gruben im Gegenstromprinzip gegerbt, bei der die frisch angesetzte Gerbstofflösung (Extrakt, Brühe) in der letzten Grube für Häute verwendet wird, die am meisten Gruben durchlaufen haben und bereits am stärksten gegerbt sind und umgekehrt. Die frischen Häute erhalten die Gerbstofflösungen, die schon in allen anderen Gruben verwendet wurden, sodass die Tanninkonzentration dort am niedrigsten ist und besser in die mittlere Schicht der Haut eindringen kann. Meist werden die Extrakte in der letzten Grube (höchste Konzentration) in einem Massenanteil von > 30 % Gerbstoff in Wasser eingesetzt. 
Zur Vervollständigung der Ledereigenschaften ist eine Neutralisation, Nachgerbung, Färbung und Fettung erforderlich. Zur Nachgerbung können verschiedene Gerbstoffe verwendet werden, um Schrumpfungstemperaturen über 100 °C zu erreichen: Alaun, Chrom- und andere Metallsalze, Aldehyde oder 4 – 10 % Oxazolidinderivate bei einer Reaktionstemperatur von 60 °C (vor allem in Verbindung mit vorherigem 20%igem Mimosenrindenextrakt sogar 114 °C). Alaun ermöglichte als Nachgerbung nach Myrobalan- oder Divi-Divi-Extrakten Schrumpfungstemperaturen von 115 °C bzw. 120 °C.

## Vergleich zur Chromgerbung
- Der Gerbstoff ist ein nachwachsender Rohstoff.[2]
- Geschwindigkeit: Die Chromgerbung dauert weniger als 24 Stunden im Gegensatz zu mehreren Monaten bei der pflanzlichen Gerbung.[1]
- Stabilität gegenüber Wasser und Hitze: mit der Chromgerbung ist eine Schrumpftemperatur von 110 °C erreichbar im Vergleich zu maximal 85 °C bei der pflanzlichen Gerbung, je nach pflanzlichem Gerbstoff.[1]
- Stärker modifiziertes Kollagen: chromgegerbtes Leder enthält 4 % Cr2O3 im Vergleich zu vegetabil gegerbtem Leder mit 30 % Tanninen, wodurch das pflanzlich gegerbte Leder steifer wird und weniger Anwendungsmöglichkeiten erlaubt.[1] Umgekehrt wird pflanzlich gegerbtes Leder verwendet, wo hohe Festigkeiten notwendig sind (z. B. Sohlleder).
- Hydrophobierung: chromgegerbtes Leder ist wasserabweisender als pflanzlich gegerbtes Leder, wodurch eine Hydrophobierung leichter zu erreichen ist.[1]
- Farbe: die helle Farbe chromgegerbten Leders erlaubt ein Färben mit hellen Farbtönen. Zudem wirkt Chrom(III) als Mordant bei der Fixierung von Farbstoffen im Leder.[1] Bei vegetabil gegerbtem Leder sind helle Farben nicht möglich.
- Lichtechtheit: je nach verwendetem Tannin (vor allem kondensierte Tannine) dunkeln pflanzlich gegerbte Leder nach.[1]

## Entsorgung
Die biologische Abbaubarkeit von pflanzlichen Gerbstoffen ist naturgemäß gering und der Abbau vegetabil gegerbten Leders durch Mikroorganismen dauert dementsprechend lange (deutlich länger als bei chromgegerbtem Leder), aber es bleiben im Gegensatz zur Chromgerbung keine Chrom(III)-Salze zurück, die später zu giftigen Stoffen wie Cr(VI)-Salzen oxidiert werden können.

## Geschichte
Die pflanzliche Gerbung wird seit prähistorischen Zeiten verwendet. In der Altgrubengerbung wurden Häute abwechselnd mit Gerberlohe aus Fichten- oder Eichenrinde in Gruben geschichtet, die mit Wasser aufgefüllt wurden, und „ein Jahr und ein Tag“ stehengelassen. Gelegentliches Walken beschleunigte den Gerbvorgang. Die zur Gewinnung genutzten Wälder wurden auch als Lohwälder bezeichnet; zur Zerkleinerung wurden oft sogenannte Lohmühlen betrieben. Im europäischen Mittelalter wurde insbesondere die Stieleiche für Gerberzwecke in sogenannten Lohwäldern kultiviert. Die gerbstoffhaltige Rinde der Bäume wurde mit dem sogenannten Lohlöffel abgeschält (das mittelhochdeutsche Wort lo bezeichnet abreißen, schälen, löchern) und in Lohmühlen verbracht, wo sie zur schließlichen Lohe zermahlen wurde. Diese Mühlen befanden sich meist in direkter Nähe von Gerbereien und gaben Straßen und Plätzen in deutschen Städten ihren Namen. Die ausgelaugte Lohe wird gepresst als Lohkäse bezeichnet und wurde als Brennstoff oder Düngemittel verwendet.
In der Kölner Innenstadt etwa erinnern Rothgerberbach, Blaubach und Mühlenbach an Lohmühlen, die ihre Rinde über den Rheinauhafen bezogen haben. Ein Teil des Marktviertels nannte sich bereits im 12. Jahrhundert Lohmarkt. Andere Beispiele sind die Lohmühleninsel am Landwehrkanal in Berlin-Kreuzberg, wo seit 1750 Lohe erzeugt worden war, und der Stadtteil Löbervorstadt in Erfurt. Auch Familiennamen wie Lohmann, Lohmüller, Löhrer, Loher, Löhr oder Luerer gehen auf dieses Handwerk zurück.